# 武裝刺鎧蝦
武裝刺鎧蝦（学名：Munida armata）为鎧甲蝦科刺鎧蝦屬下的一个种。